# Botrychium occidentale
Botrychium occidentale là một loài dương xỉ trong họ Ophioglossaceae. Loài này được Underw. mô tả khoa học đầu tiên năm 1898.
Danh pháp khoa học của loài này chưa được làm sáng tỏ. 